# Typha angustifolia
Massette à feuilles étroites, Quenouille à feuilles étroites
Pour les articles homonymes, voir Massette (homonymie) et Quenouille (homonymie).
Espèce
Classification phylogénétique
Statut de conservation UICN

 LC  : Préoccupation mineure
La Massette à feuilles étroites (Typha angustifolia), appelée aussi Roseau à massette ou Quenouille à feuilles étroites au Canada, est une plante de la famille des Typhaceae. Après Typha latifolia, c'est la plus commune du genre Typha.
C'est une plante herbacée pérenne qui pousse dans les régions tempérées et tropicales de l'hémisphère nord. Elle comprend un rhizome stolonifère submergé et peut supporter des eaux légèrement saumâtres. La plante peut mesurer entre 1 et 3 m de haut, elle possède des feuilles alternes étroites de 3 à 10 mm, vert franc. L'inflorescence est formée de deux épis superposés espacés de 2 à 8 cm. L'épi mâle, au-dessus, est garni de poils roux plus longs que les étamines, tandis que l'épi femelle est cylindrique et grêle, brun-fauve (large à maturité de 1,5 à 2 cm au maximum). C'est une plante utile, entre autres, pour des mammifères semi-aquatiques (rats musqués par exemple).

## Caractéristiques
Organes reproducteurs
- Couleur dominante des fleurs : marron
- Période de floraison : juillet-septembre
- Inflorescence : épi simple
- Sexualité : monoïque
- Pollinisation : anémogame

Graine
- Fruit : akène. On compte plus de 300 000 graines ailées par massette[Interprétation personnelle ?].
- Dissémination : anémochore

Habitat et répartition
- Habitat type : roselières européennes
- Aire de répartition : cosmopolite

Données d'après : Julve, Ph., 1998 ff. - Baseflor. Index botanique, écologique et chorologique de la flore de France. Version: 23 avril 2004.

## Source

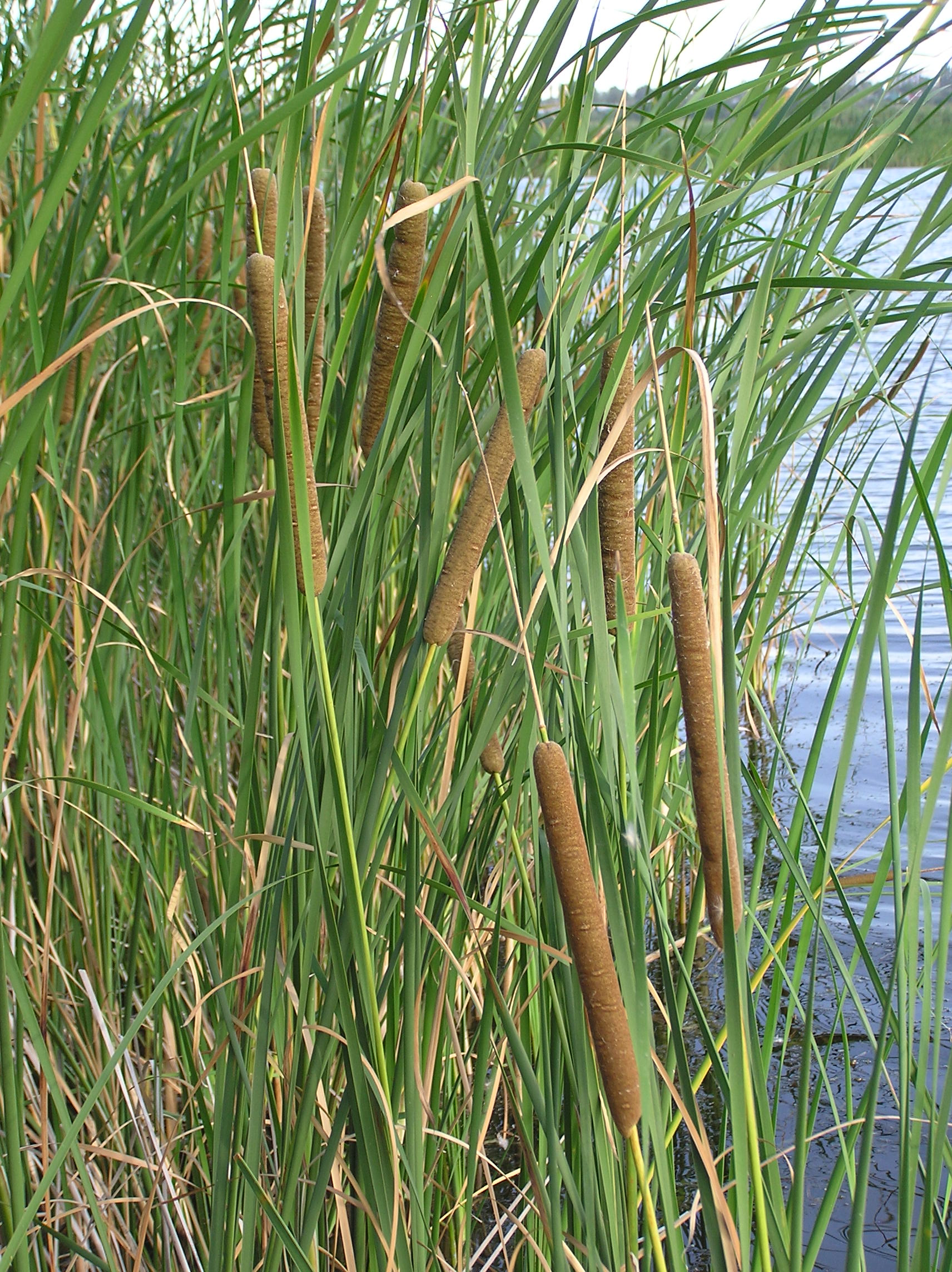
Typha angustifolia dans la région de la Volga

DORIS : Données pour l'Observation, la Reconnaissance et l'Identification de la faune et de la flore subaquatique.